# Santa Colomba de las Monjas
Santa Colomba de las Monjas è un comune spagnolo di 317 abitanti situato nella comunità autonoma di Castiglia e León.